# Pseudoleptonema supalak
Pseudoleptonema supalak är en nattsländeart som beskrevs av Malicky och Chantaramongkol in Malicky 1998. Pseudoleptonema supalak ingår i släktet Pseudoleptonema och familjen ryssjenattsländor. Inga underarter finns listade i Catalogue of Life.